# De laatste diamant
De laatste diamant is het vierentwintigste stripalbum uit de stripreeks Jeremiah. Het album is geschreven en getekend door Hermann Huppen. Van dit album verschenen tot nu toe een druk, bij uitgeverij Dupuis in de collectie Spotlight, in 2003.

## Inhoud
Jeremiah en Kurdy zijn in Langton wonen, waar tante Martha woont. Ze worden geconfronteerd met een bizar onderzoek, Glenn, een politieagent die getrouwd is met een indiaan, vindt een juweel dat hij ooit aan zijn broer had gegeven terug op de plaats waar een oude dame is vermoord om haar sieraden te stelen. Is zijn broer betrokken bij dit alles? De twee broers worden de hoofdrolspelers in een gruwelijk familiedrama. Jeremiah, die bij zijn tante Martha op bezoek komt, is een toevallige getuige.

## Analyse
De laatste diamant is een avontuur met verschillende verhaallijnen in uiteenlopende stijlen... Komisch, tragisch, satirisch. Maar Jeremiah blijft in de eerste plaats een crime story, opgebouwd uit sfeer, een schetsmatige tekenstijl en pakkende kleuren.